# Нуук
Нуук, Нук (гренл. Nuuk — «півострів») або Готгоб (дан. Godthåb — «добра надія») — столиця та найбільше місто Гренландії. Адміністративний центр комуни Сермерсоок.
До 2009 року було центром однойменного муніципалітету в складі території Західна Гренландія. До 1979 року офіційно вживалася назва Готгоб.

## Географія
Розташований на південно-західному узбережжі острова Гренландія в гирлі фйорда Доброї Надії (дат. Godthåbsfjorden), приблизно за 240 км на південь від Північного полярного кола.
У грудні схід сонця о 10:00, захід — о 14:30, з іншого боку, з кінця травня по початок серпня в Нууці 24-годинний світловий день (біла ніч).
Оскільки в тій частини Гренландії, де розташований Нуук, проходить тепла Західногренландська течія, море взимку не замерзає, що створює сприятливі умови для рибальства.
До 2009 року місто було адміністративним центром комуни Нуук (назва гренландською мовою — Nuuk Kommunea), територія якої становила близько 105 000 км², а населення — 15 047 осіб за офіційними даними на 1 січня 2007 року. Межує з Нарсаком та Пааміутом на півдні й Маніїтсоком на півночі.

### Клімат
Місто знаходиться у зоні, котра характеризується кліматом полярних пустель. Найтепліший місяць — липень із середньою температурою 7.2 °C (45 °F). Найхолодніший місяць — лютий, із середньою температурою -8.9 °С (16 °F).
| Клімат Нуука            | Клімат Нуука | Клімат Нуука | Клімат Нуука | Клімат Нуука | Клімат Нуука | Клімат Нуука | Клімат Нуука | Клімат Нуука | Клімат Нуука | Клімат Нуука | Клімат Нуука | Клімат Нуука | Клімат Нуука |
| Показник                | Січ.         | Лют.         | Бер.         | Квіт.        | Трав.        | Черв.        | Лип.         | Серп.        | Вер.         | Жовт.        | Лист.        | Груд.        | Рік          |
| Абсолютний максимум, °C | 11           | 9            | 11           | 10           | 16           | 18           | 22           | 21           | 15           | 12           | 16           | 11           | 22           |
| Середній максимум, °C   | −6           | −7           | −6           | −2           | 2            | 6            | 9            | 8            | 5            | 1            | −2           | −4           | 0            |
| Середня температура, °C | −8           | −8           | −8           | −3           | 0            | 4            | 7            | 6            | 3            | 0            | −3           | −6           | −1           |
| Середній мінімум, °C    | −10          | −11          | −10          | −6           | −1           | 1            | 4            | 3            | 2            | −2           | −5           | −8           | −3           |
| Абсолютний мінімум, °C  | −28          | −27          | −25          | −16          | −13          | −2           | −2           | −2           | −3           | −12          | −16          | −22          | −28          |
| Норма опадів, мм        | 30           | 30           | 30           | 30           | 40           | 40           | 60           | 70           | 80           | 60           | 50           | 30           | 600          |
| Днів з опадами          | 5            | 4            | 4            | 8            | 13           | 17           | 16           | 20           | 18           | 12           | 9            | 6            | 132          |
| Вологість повітря, %    | 85           | 80           | 80           | 85           | 85           | 85           | 85           | 90           | 85           | 80           | 80           | 80           | 83.3         |
| ----------------------- | ------------ | ------------ | ------------ | ------------ | ------------ | ------------ | ------------ | ------------ | ------------ | ------------ | ------------ | ------------ | ------------ |
| Джерело: Weatherbase    |              |              |              |              |              |              |              |              |              |              |              |              |              |

## Історія
Місто було засновано в 1728 році норвезьким місіонером Гансом Еґеде (Hans Egede), однак поселення на його місці існували й до цього, найстаріші з відомих датуються 4200 років до н. е. З IX по XV століття в тій місцевості жили скандинавські колоністи, які згодом залишили поселення. Там також було літнє місце зустрічі ескімосів, які жили в тій області. Егеде прибув туди в 1721 році з метою навернення до лютеранства 12 ескімоських родин, які там жили. Він дав місту назву Готгоб (Godthåb), що в перекладі з данської означає «добра надія». З 1733 року тут були місіонерами Хернхутські брати, які заснували місію Новий Хернхут. Сьогодні в церкві розташовані університет і місцевий архів. З 1979 року, коли було проголошено автономію Гренландії, місто офіційно носить ескімоську назву Нуук, у тому числі й данською мовою.
У 2002 році в Нууці проходили Арктичні зимові ігри. 5 квітня 2005 року відбулися вибори мера (дан. borgmester, тобто «бургомістр»). Мером стала Агнета Давідсен (Agnethe Davidsen) від партії Сіумут (Siumut).

## Економіка, культура та освіта
Нуук є головним промисловим центром Гренландії. За даними на 1996 рік, у місті зосереджено 56 % гренландської промисловості, 67 % гренландських консалтингових фірм.
Головною галуззю економіки Нуука є рибальство, у першу чергу видобуток крабів і палтусів.
Вигляд міста визначається блоковою забудовою 60-70-х років, різко контрастує з традиційною забудовою з будинками на 1 сім'ю. Житлові квартали характеризують розрив з колишнім життєвим укладом інуїтів і новими соціальними проблемами, зокрема алкоголізмом. Так, у «Блоці P» проживає більше 500 чол. — 1 % усього населення країни.
Нуук є також екзотичним об'єктом для туристів, які прибувають туди на літаках та кораблях. У Нууці знаходиться Гренландський національний музей. Представлена для огляду колекція гобеленів на основі творчості гренландського художника Ганса Люнге (Hans Lynge), витканих з вовни гренландських тварин і розфарбованих фарбами з гренландських рослин. Зберігся будинок засновника міста Ханса Егеде, де в наш час[коли?] знаходиться резиденція уряду Гренландії. З визначних пам'яток також слід згадати культурний центр Катуак (Katuaq), відкритий у 1997 році.
У 1847 році було заснованио педінститут, який повинен був готувати кадри для всієї Гренландії, нині він розташовується в будівлі колишньої лікарні, збудованій у 1903 році. У Нууці розташований Гренландський університет (єдиний у Гренландії). Крім того, там є медичний коледж, коледж працівників соціальної сфери, бізнес-коледж, промислове, журналістське і будівельне училища. У місті також розташована Публічна і національна бібліотека Гренландії.

## Міста-побратими
- Вантаа
- Куксхавен
- Ольборг
- Рейк'явік